# Bartramia costa-ricensis
Bartramia costa-ricensis är en bladmossart som beskrevs av C. Müller 1851. Bartramia costa-ricensis ingår i släktet äppelmossor, och familjen Bartramiaceae. Inga underarter finns listade i Catalogue of Life.